# Flutrimazole
Flutrimazole là một loại thuốc chống nấm phổ rộng. Nó được sử dụng để điều trị tại chỗ các loại nấm bề mặt của da. Flutrimazole là một dẫn xuất imidazole. Hoạt tính kháng nấm của nó đã được chứng minh trên các nghiên cứu in vivo và in vitro tương đương với clotrimazole và cao hơn bifonazole.

## Cơ chế hoạt động
Nó can thiệp vào quá trình tổng hợp ergosterol bằng cách ức chế hoạt động của enzyme lanosterol 14 α-demethylase.